# Kati Bellowitsch

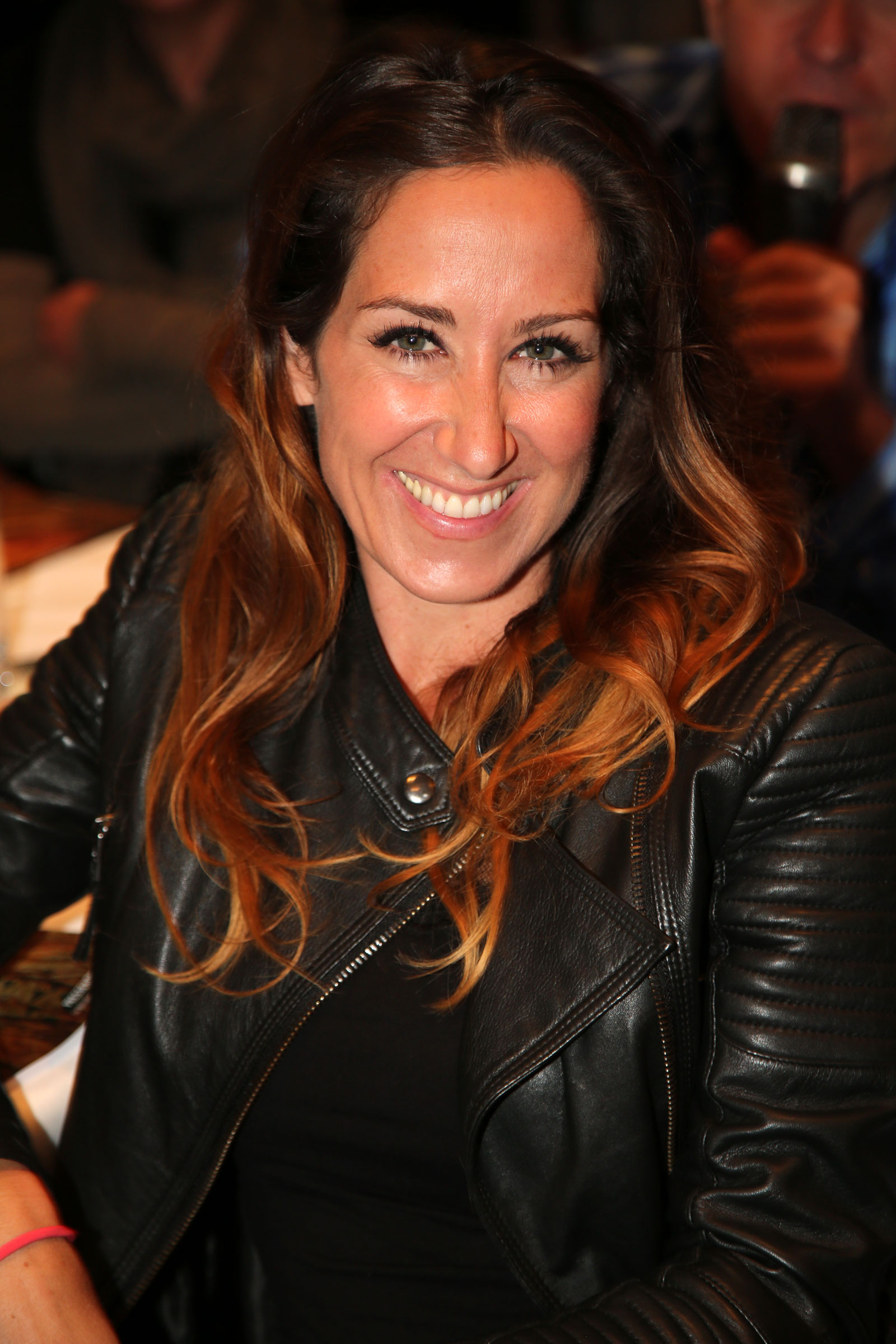
Kati Bellowitsch (2015)

Katharina „Kati“ Bellowitsch-Geyer (* 13. Juni 1974 in Graz) ist eine österreichische Fernsehmoderatorin und ehemalige Radiomoderatorin.

## Werdegang
Kati Bellowitsch machte nach der Matura eine Ausbildung zur Volksschullehrerin. 1996 begann sie beim kommerziellen steirischen Radiosender Antenne Steiermark als Morgenmoderatorin (gemeinsam mit Ex-Ö3-Moderator Martin Kmiecik) zu arbeiten, und bald wurde die leidenschaftliche Motocross- und Formel-1-Liebhaberin TV-Berichterstatterin im Offroad Magazin bei Eurosport. 1998 arbeitete sie bei einem Privatradio in Wien und 1999 als Pressesprecherin für das Formel-3000-Team Red Bull Junior.
Ab 1. August 1999 war sie Redakteurin und Moderatorin bei Hitradio Ö3 (Ö3-Vormittagsshow) und ab 15. Oktober 2000 moderierte sie ORF-Kindersendungen bei Confetti TiVi. Bekannter wurde sie dabei als Moderatorin von Forscherexpress – die Sendung rund ums Wissen gemeinsam mit Thomas Brezina. Von Anfang 2006 bis Mitte 2008 moderierte sie außerdem als Co-Moderatorin die Quizsendung Drachenschatz von Thomas Brezina. Ab 13. September 2008 moderierte sie die Quizsendung Die Rätsel des Pharao.
Am 11. Februar 2010 war Bellowitsch als Moderatorin am Roten Teppich des Wiener Opernballs im Einsatz. 2010 und 2011 moderierte Bellowitsch im ORF den Kiddy Contest. Von 2011 bis 2016 verkündete Bellowitsch die Punkte Österreichs beim Eurovision Song Contest, ehe sie 2017 von Kristina Inhof abgelöst wurde. 2018 übernahm sie die Aufgabe der Punktesprecherin wieder. 2014 tat sie dies mit einem angeklebten Bart, aus Solidarität mit der österreichischen Teilnehmerin Conchita Wurst.
Ab 2011 moderierte sie die Quizsendung Quiz-Safari des ORF-Kinderprogramms okidoki, abwechselnd mit Georg Urbanitsch. 2012 hatte sie in der Folge Konrad Mautsch der ORF-Krimiserie Schnell Ermittelt einen Gastauftritt. Seit 2012 arbeitet sie nicht mehr beim Kinderprogramm des ORF. Am 6. Juni 2014 moderierte sie die Show Mutter Erde die Show im ORF und am 21. Juni 2015 sowie am 3. Juli 2016 begleitete Bellowitsch den Formel 1 Grand Prix von Österreich in Spielberg.
Sie hat seit ihrer Kindheit eine besonders enge Beziehung zum Sport: Sie war als Kind Leistungsturnerin im Geräteturnen, außerdem hatte sie Erfolge im Tennis und im Reiten.
Kati Bellowitsch ist verheiratet und Mutter von zwei Söhnen.
2017 war sie gemeinsam mit Peter Kraus und Verena Scheitz Kandidatin in der Quizshow Spiel für dein Land. Seit Mai 2019 präsentiert sie die Sendung Des traust di nie! auf Puls4.
Am 24. Juni 2022 moderierte Bellowitsch ihre letzte Radiosendung gemeinsam mit Andi Knoll beim Hitradio Ö3. Seither ist sie als Moderatorin beim ORF Niederösterreich tätig.